# Härkeberga kyrka

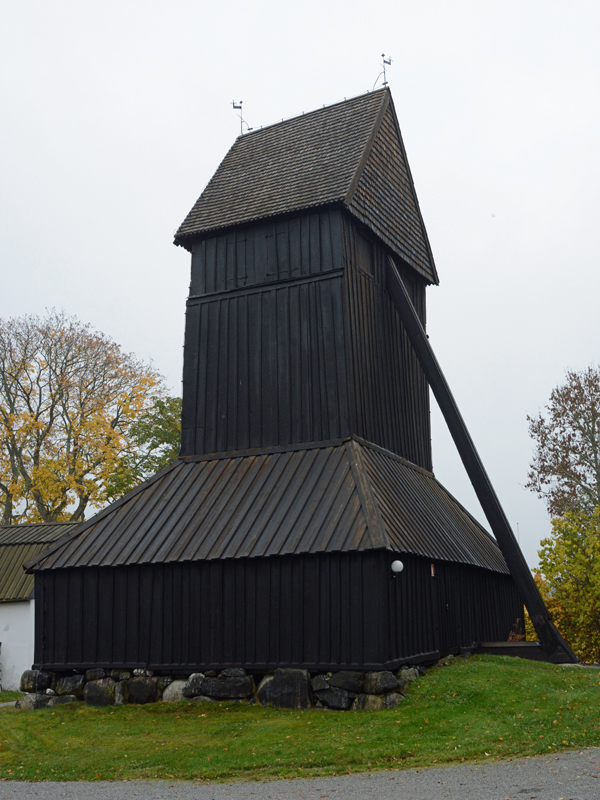
Härkeberga klockstapel

Härkeberga kyrka är belägen på en ås i ett fornlämningsrikt område i Härkeberga, Villberga församling, i Uppsala stift. Kyrkan är välkänd för sina välbevarade senmedeltida kalkmålningar utförda av Albertus Pictor.

## Kyrkobyggnaden
Kyrkan är en medeltida salkyrka byggd i gråsten och tegel. Långhus, kor och sakristia byggdes mellan 1280 och 1310 medan vapenhuset tillkom 1475–1480. Mot slutet av 1400-talet slogs också valv som försågs med praktfulla målningar av Albertus Pictor. 
Orgelläktaren byggdes år 1773 och själva orgeln tillkom 1811.
Klockstapeln är från andra hälften av 1600-talet.

## Inventarier
- Triumfkrucifix från den tidigare delen av 1300-talet.[2]
- Bänkinredning från 1755 utförd av snickare Strandberg. Det finns inskurna bomärken i bänkarna på flera ställen och även några årtal (1629 och 1651).[3]
- Predikstol från 1791 utförd av hovbildhuggaren Jean Baptiste Masreliez i gustaviansk stil.[3]

### Orgel
- 1713 fanns ett gammalt förlorat orgelverk i kyrkan.
- Den nuvarande orgeln byggdes 1813 av Anders Svanström, Strängnäs. Orgeln är mekanisk med slejflåda och har ett tonomfång på 51/17. 1954 renoverades och ombyggdes orgeln av Th Frobenius & Co, Kongens Lyngby, Danmark.

| Manual          | Pedal   |  |
| Gedakt 8'       | Bihängd |  |
| Principal 4'    |         |  |
| Spetsflöjt 4'   |         |  |
| Kvinta 3'       |         |  |
| Oktava 2'       |         |  |
| Gemshorn 1 1⁄3' |         |  |
| Scharf II       |         |  |

## Bilder

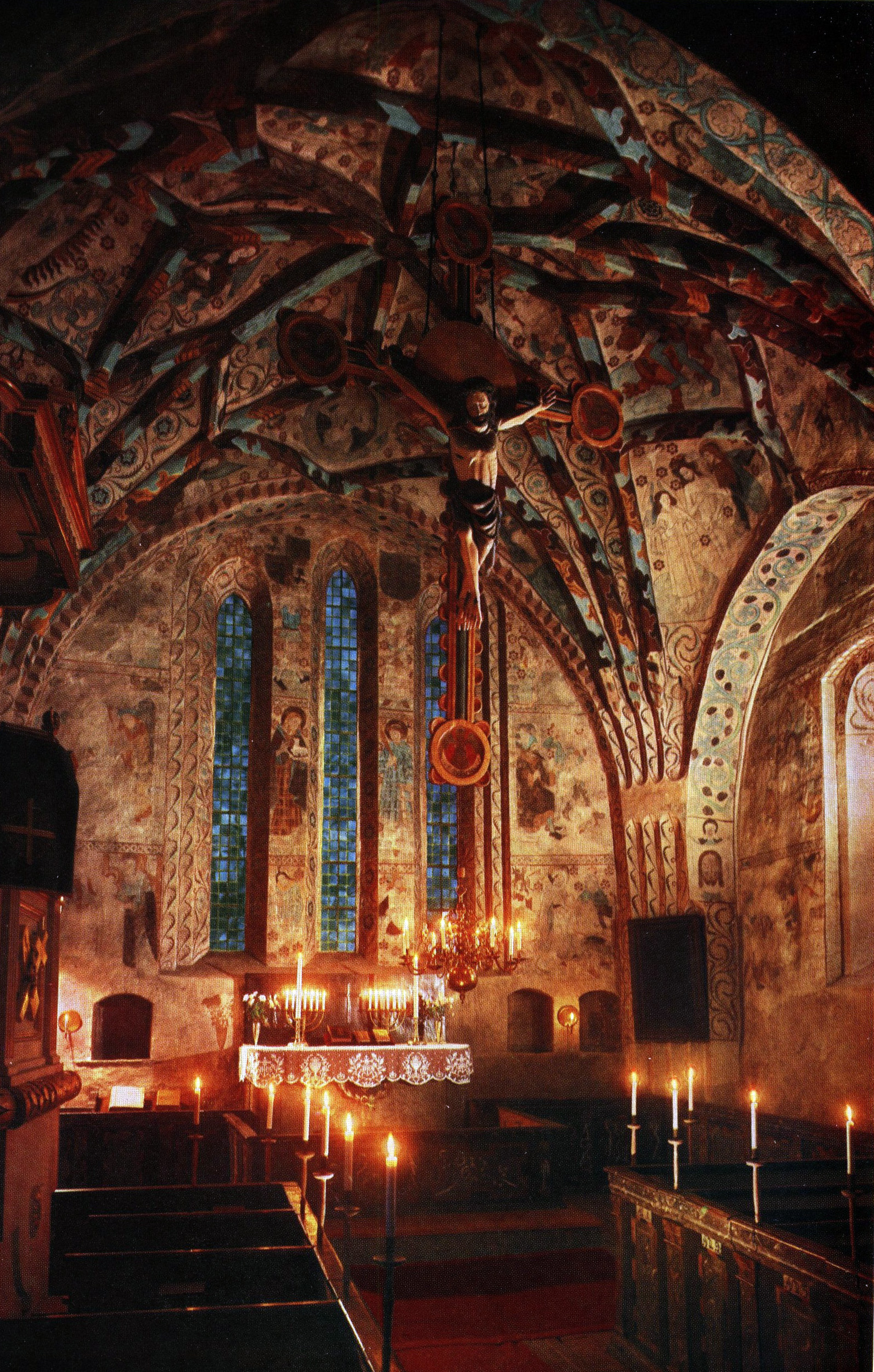
Koret.
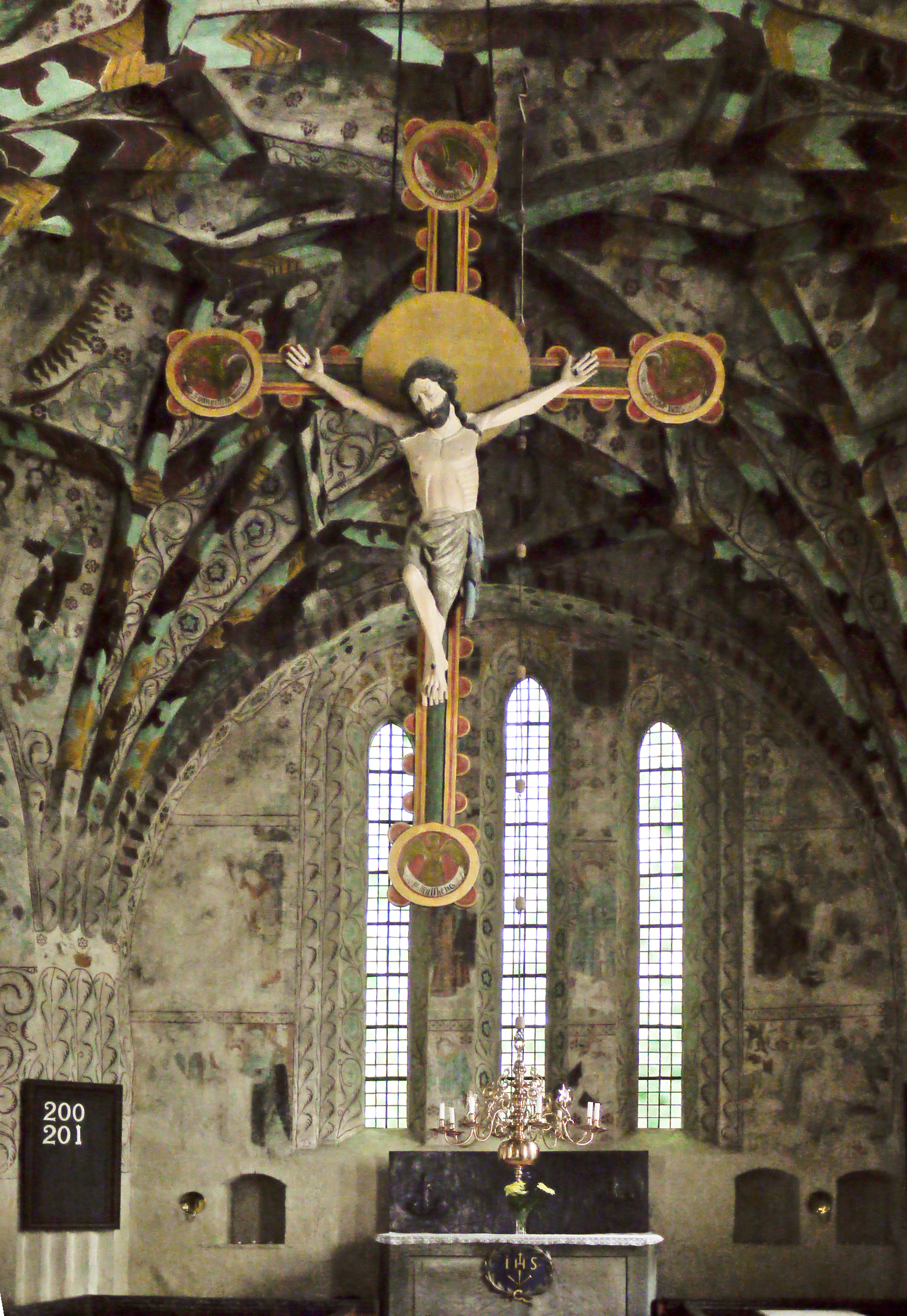
Triumfkrucifix
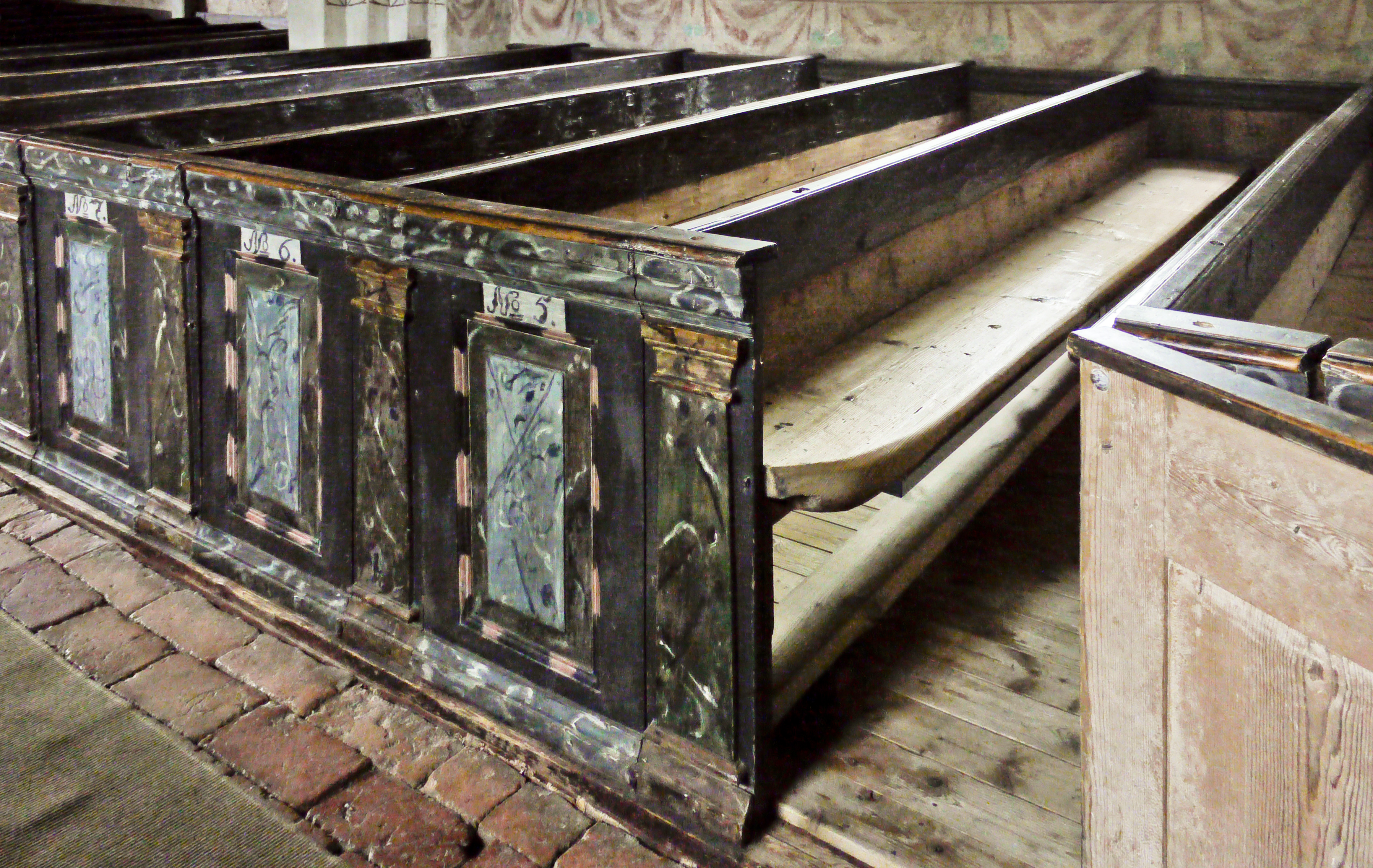
Bänkinredning
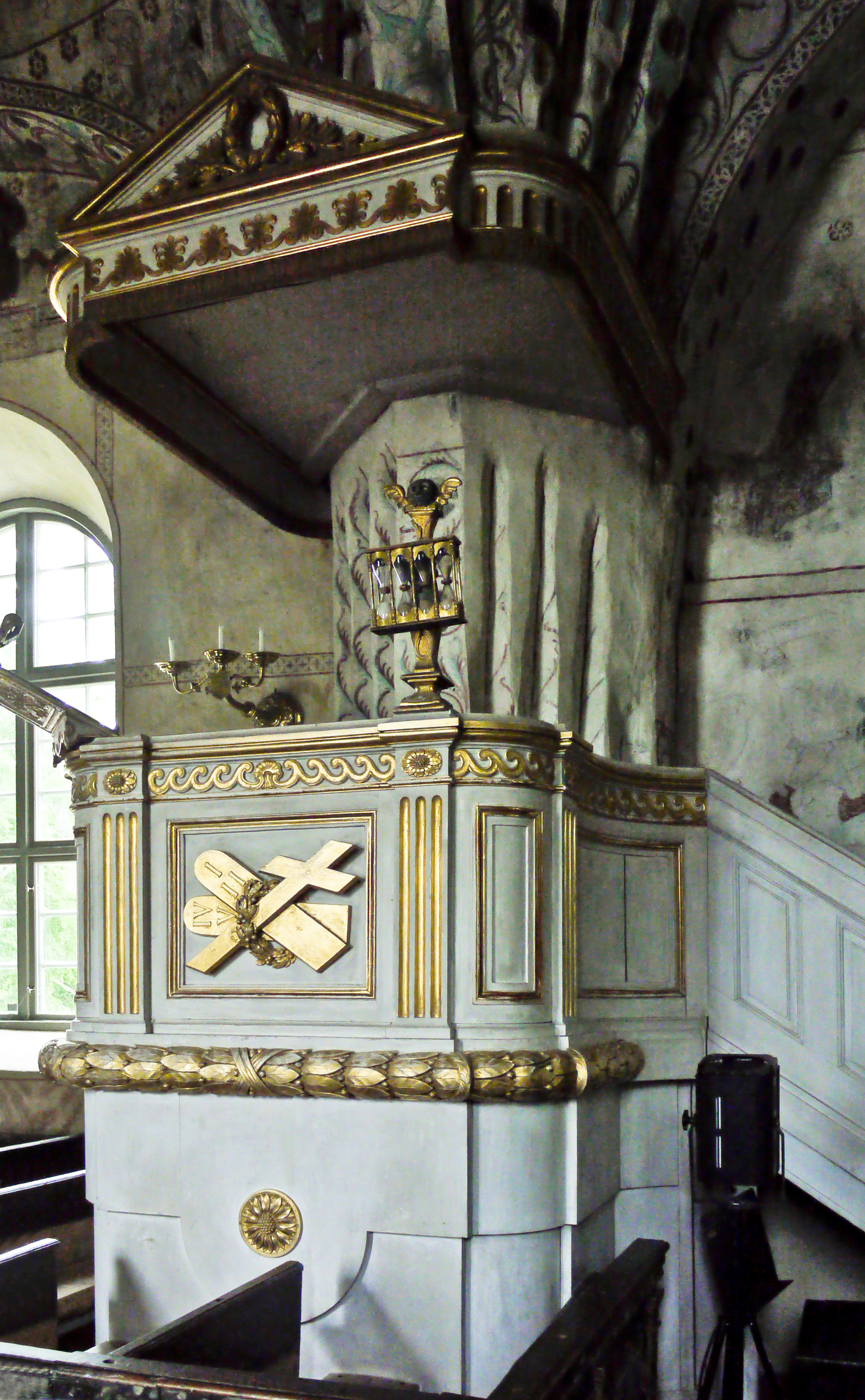
Predikstol

## Tak- och väggmålningar
Målningarna i valven har aldrig varit överkalkade och har aldrig bättrats på. De är mycket välbevarade och anses som ett av Albertus Pictors främsta bevarade verk. Väggmålningarna kalkades över på 1700-talet och de togs fram igen, svårt skadade, 1935–1936 när kyrkan restaurerades.
Bilderna är målade på torr kalkgrund, så kallat al secco-måleri. Med åren har blyhaltiga pigment oxiderat och svartnat. Detta förklarar figurernas mörka fläckar på kinderna då två vanligt förekommande blyhaltiga pigment är blymönja och cinnober som båda har rödaktiga kulörer. Övriga ljusa färger som använts i ansiktena har bleknat varför ansiktena är gråa idag.
Albertus Pictor hämtade många av sina motiv från Biblia Pauperum, "de fattigas bibel", som innehåller bilder och berättelser ur Bibeln. I Härkeberga kyrka har nära en tredjedel av motiven tagit sin inspiration från Biblia Pauperum.

### Vapenhuset
I vapenhuset återfinns åt öster motivet Gregorii mässa där man längst till höger kan se ett sannolikt självporträtt av Albertus Pictor.  Ett snarlikt signerat självporträtt finns i Lids kyrka.
I söder finns Sankt Göran och draken och i väster ett lyckohjul (eller "Livets hjul").

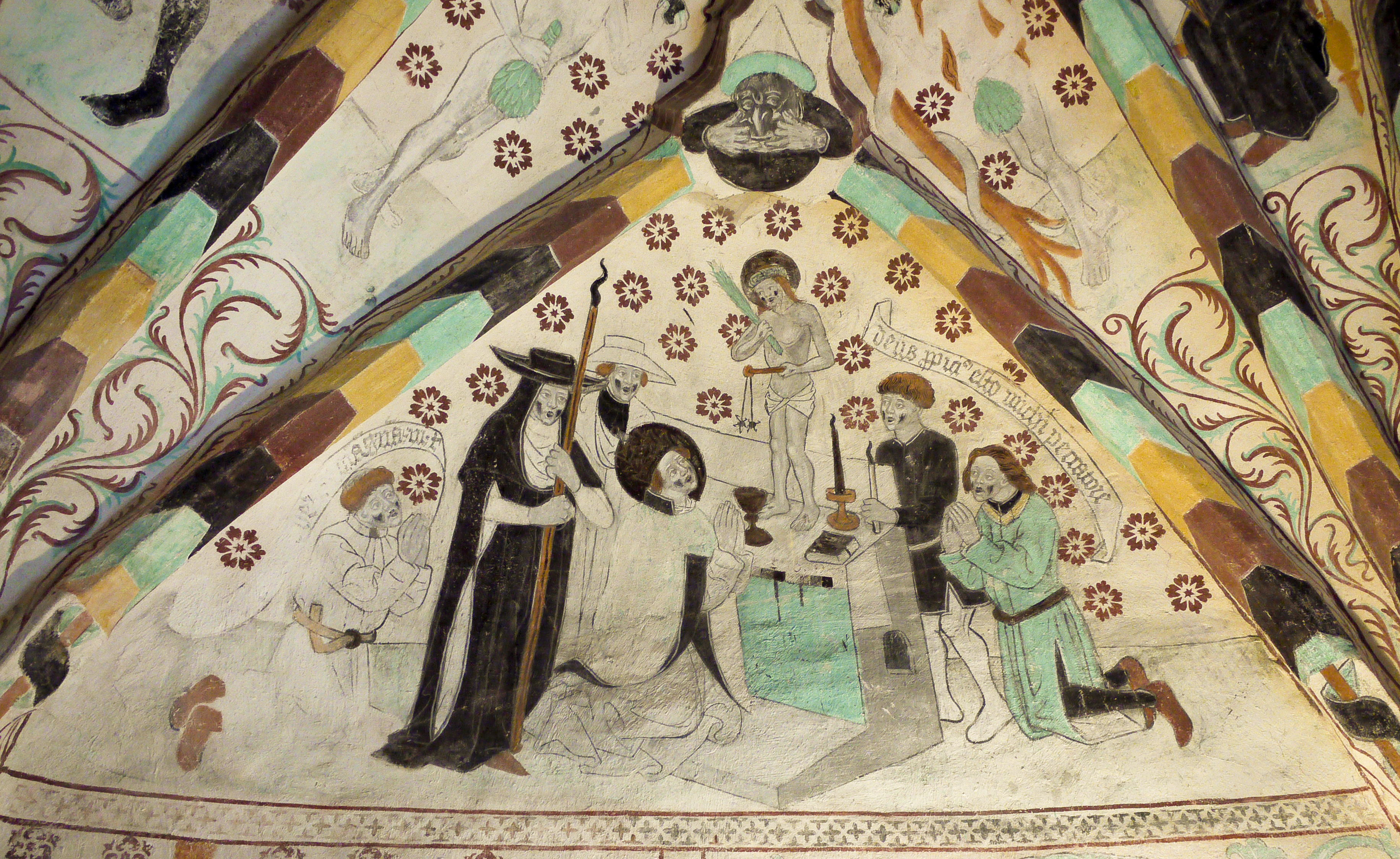
Gregorii mässa
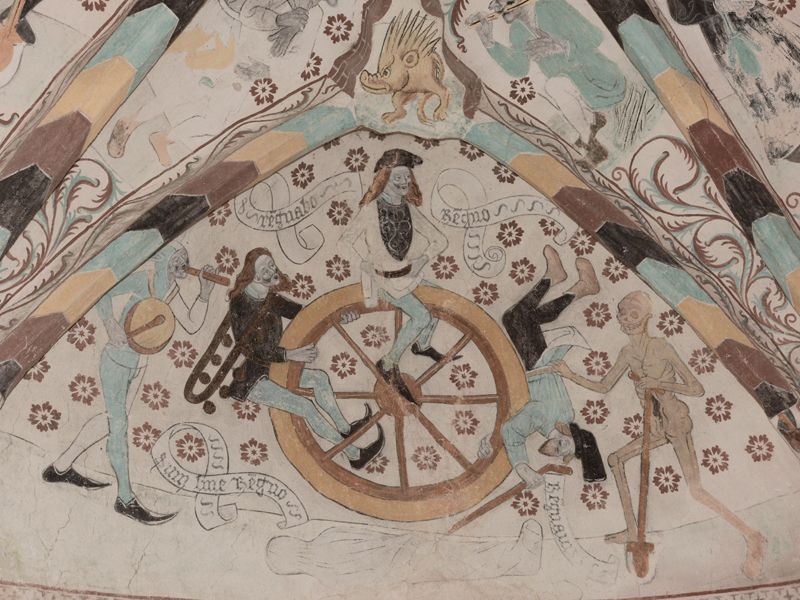
Lyckohjul

### Västra valvet
Under medeltiden möttes besökarna bilden av den yttersta domen när de gick in i långhuset från vapenhuset. Numera är målningarna i västra valvet svårare att se då de delvis döljs av orgelläktaren som uppfördes 1773.
- Högst upp i västra valvet finns 'Josef kastas i brunnen, Josef säljs av sina bröder, Josef tyder faraos dröm om de sju magra korna och Josefs blodiga dräkt återlämnas till Jakob.[10]
- I hörnen i västra valvet finns Kain inför Gud efter mordet på Abel, Esau inför Isak, Esau på jakt, Jakob inför Isak och kyrkofäderna Gregorius, Augustinus, Ambrosius och Hieronymus.[10]
- Åt norr finns Yttersta domen och Delila klipper Simsons hår.[10]
- Åt öster finns Nådastolen.[10]
- Åt söder finns Mannaregnet och Mose slår vatten ur klippan och Dansen kring guldkalven.[10]

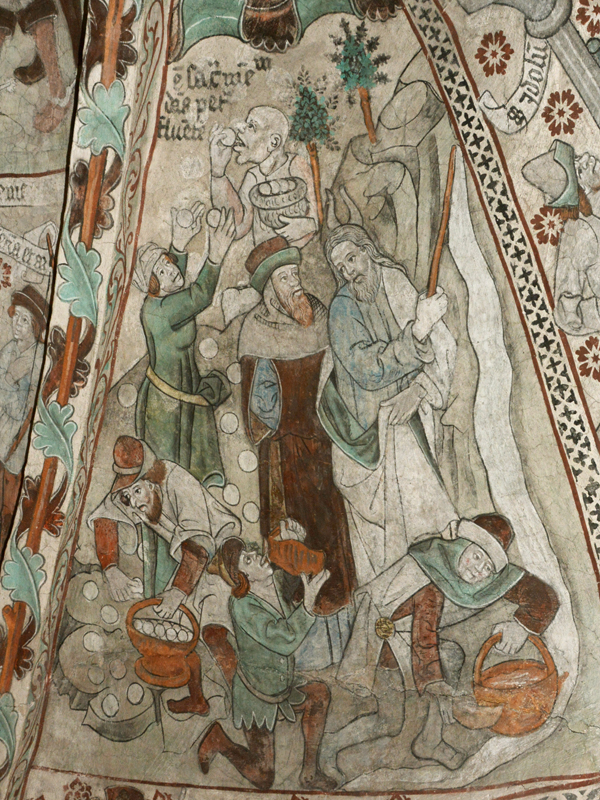
Mannaregnet och Mose slår vatten ur klippan
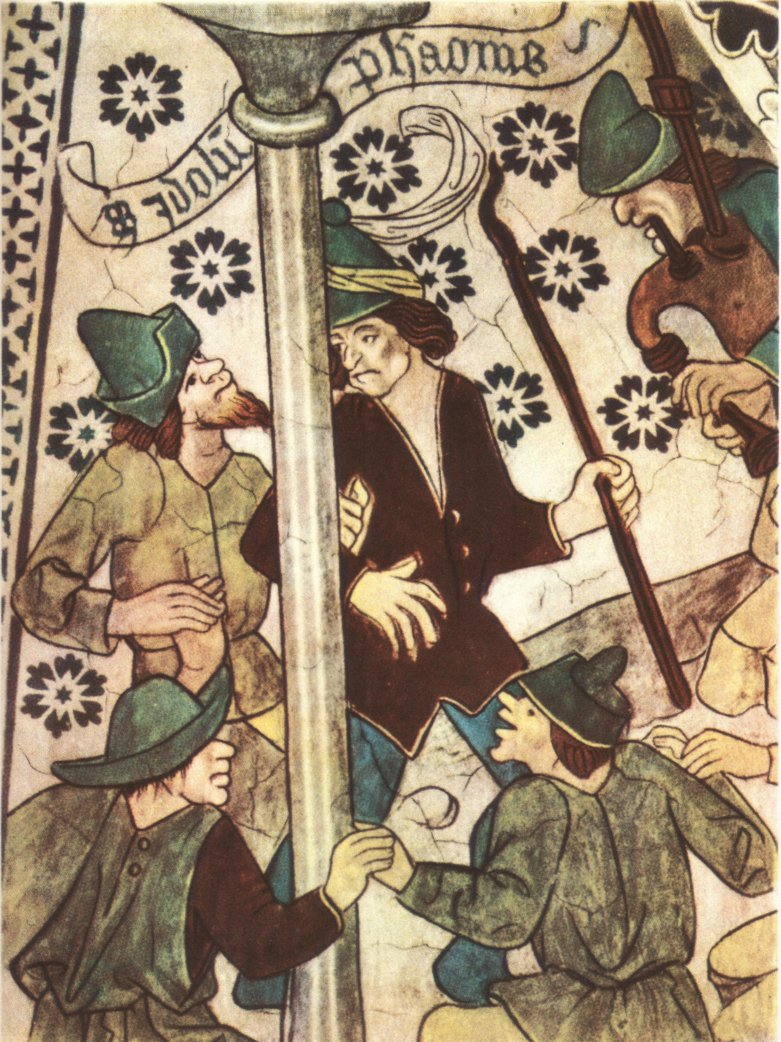
Dansen kring guldkalven

### Mittvalvet
- Åt norr finns Jona och valfisken och Noahs skam.[11]
- Åt öster finns Marias kröning, Elias himmelsfärd och Ester inför Ahasveros.[11]
- Åt söder finns Elisha hånas av pojkarna från Betel, Kristi himmelsfärd och pingstundret, David slår björnen och Daniel i lejonkulan.[11]
- Åt väster finns Isak bär offerveden, Isaks offer, David hugger av Goliats huvud och Abels offer.[11]

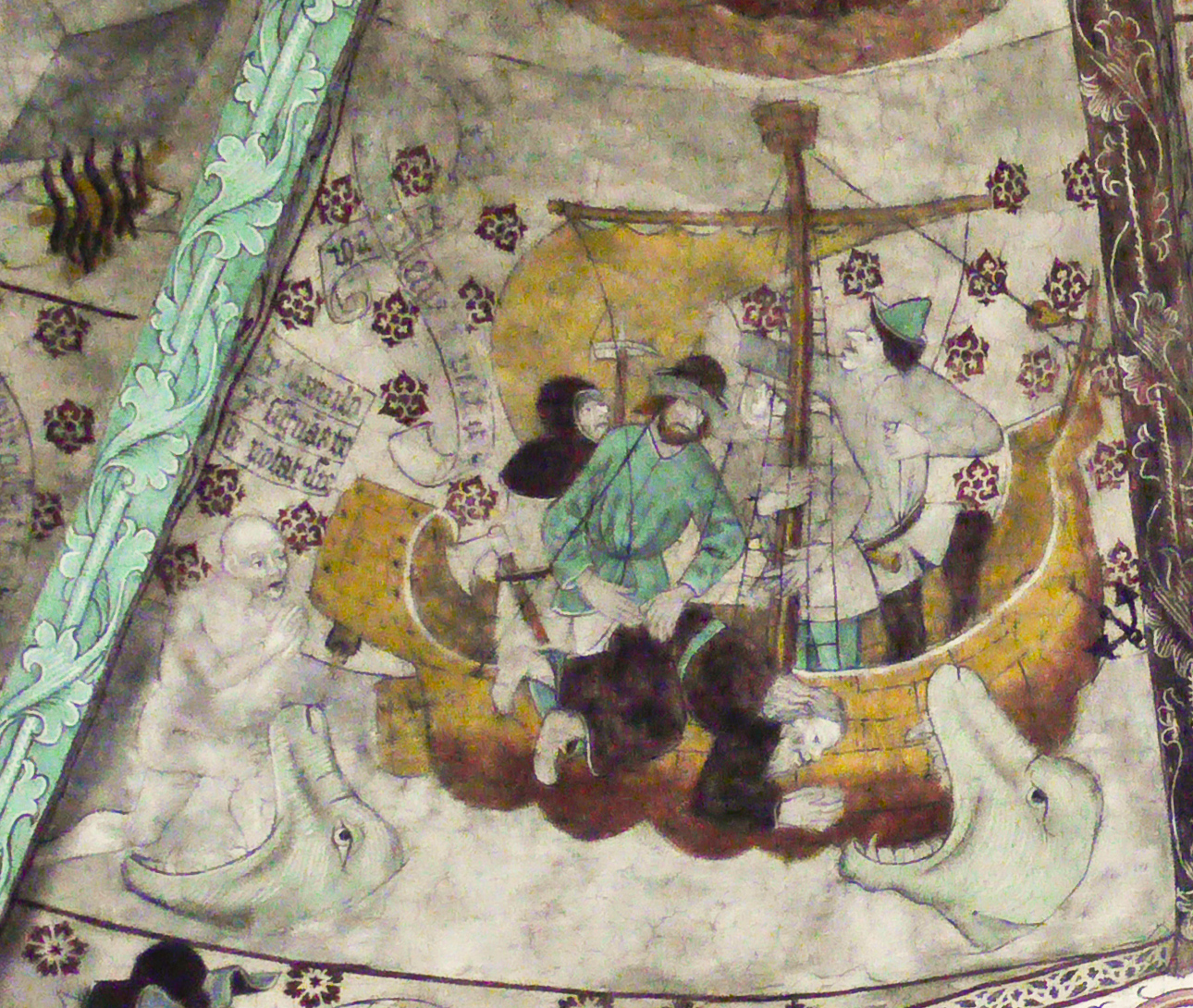
Jona och valfisken
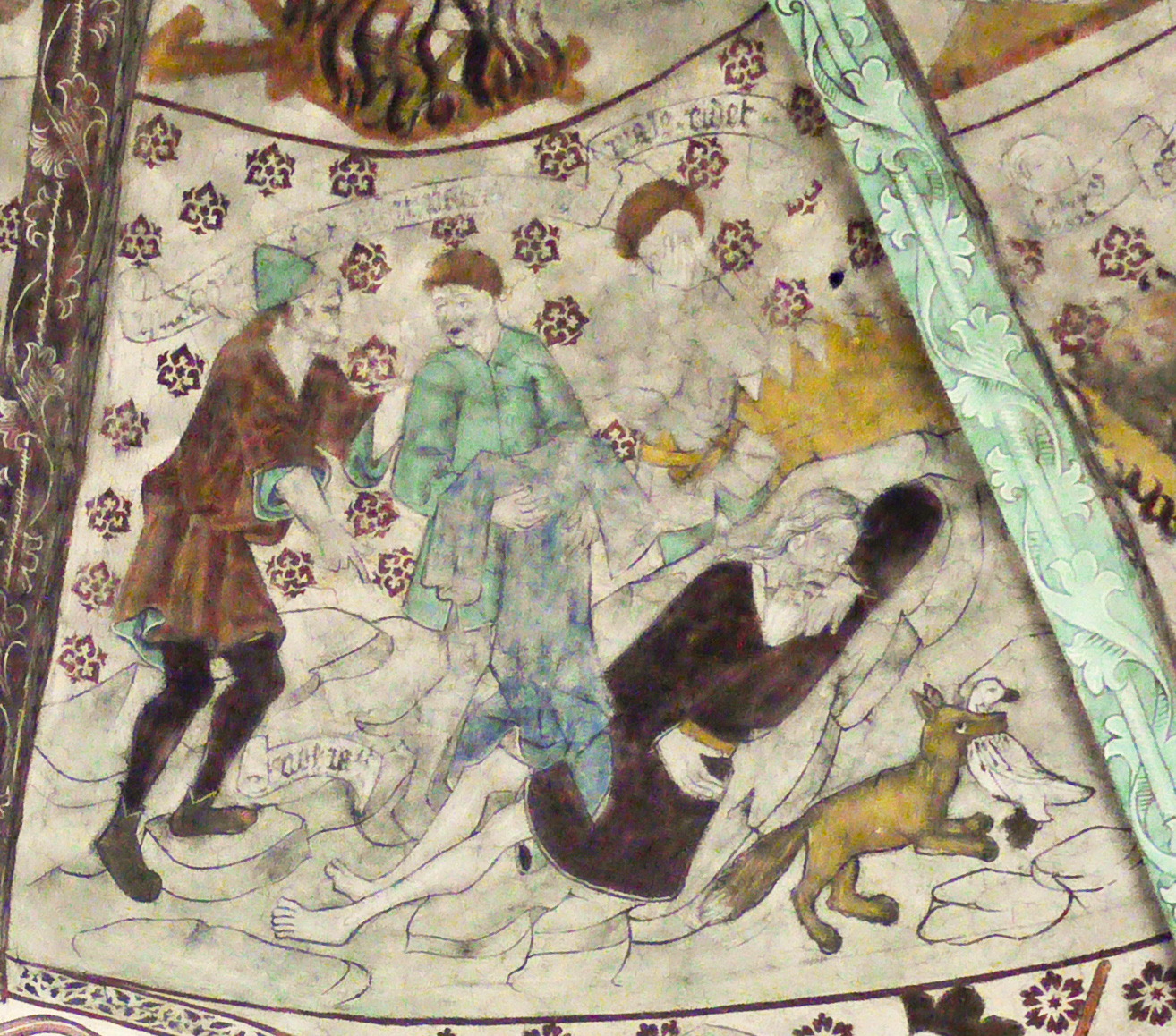
Noas skam

### Korvalvet
- Högst upp i korvalvet finns åtta änglar med Kristi tortyrredskap.[12]
- Åt öster finns Marias kröning, Elias himmelsfärd och Ester inför Ahasveros.[12]
- Åt söder finns Kristus, smärtornas man, evangelisterna Matteus och Markus, Simson och lejonet, Vandringen genom Röda havet och Kristi dop.[12]
- Åt väster finns Simson bärande Gazas portar och evangelisterna Lukas och Markus[12]
- Åt norr finns Den apokalyptiska jungfru Maria, Jungfru Marias tempelgång och Josef och Marias trolovning[12]

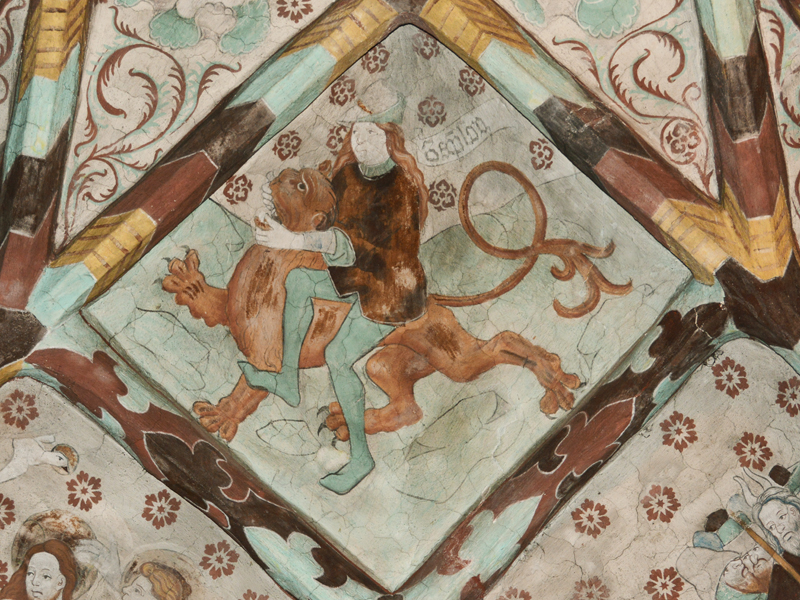
Simson och lejonet
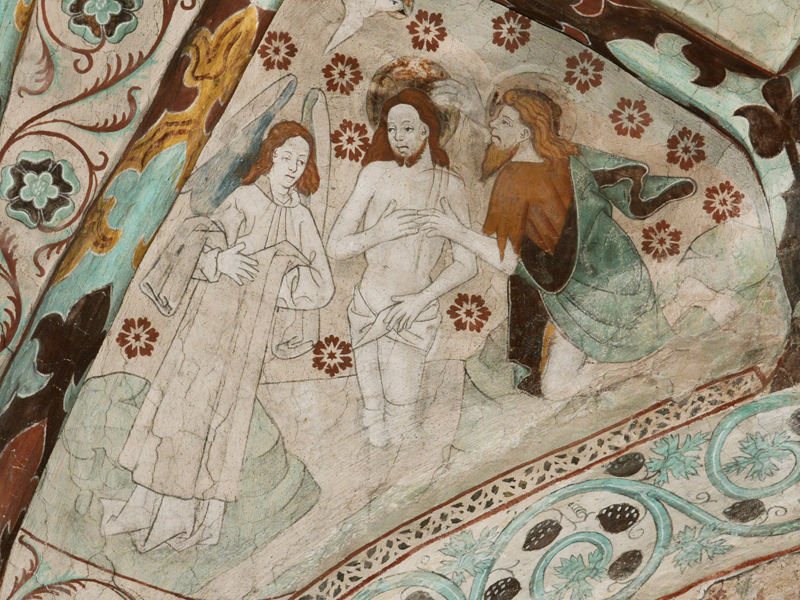
Kristi dop
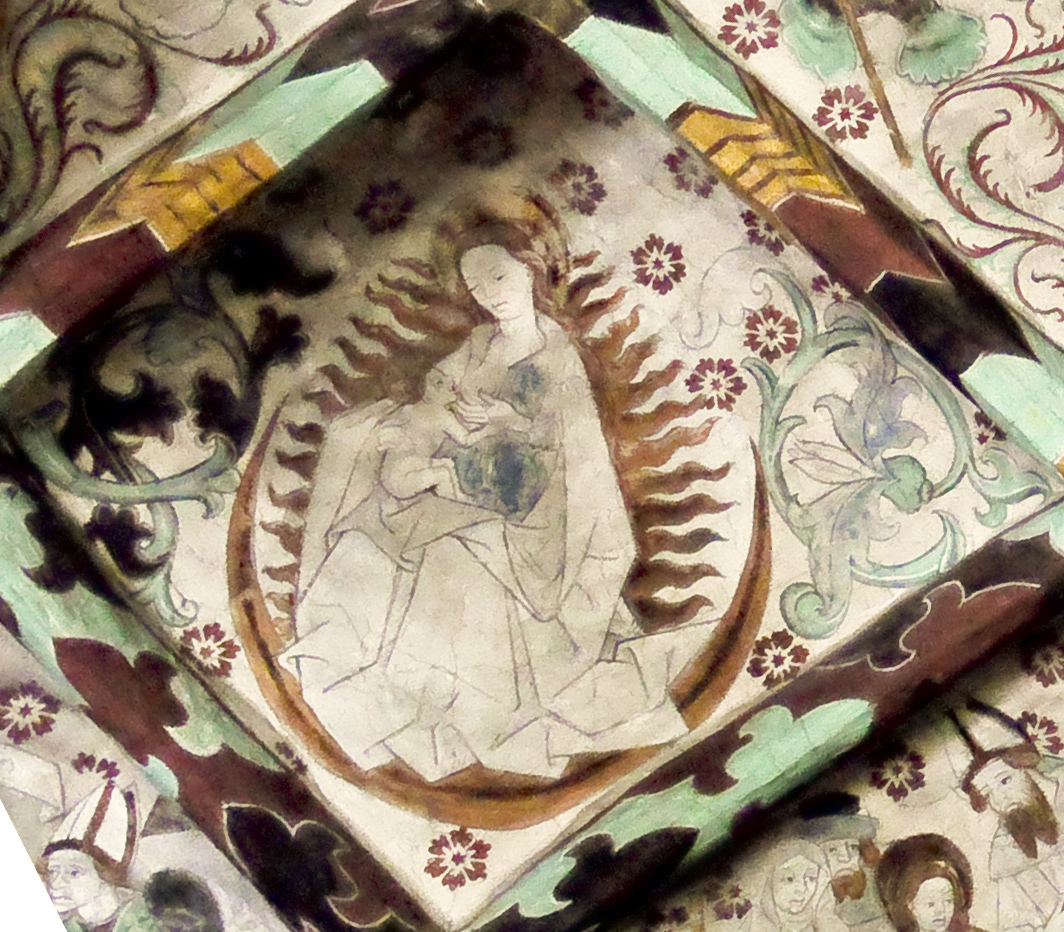
Apokalyptisk jungfru Maria
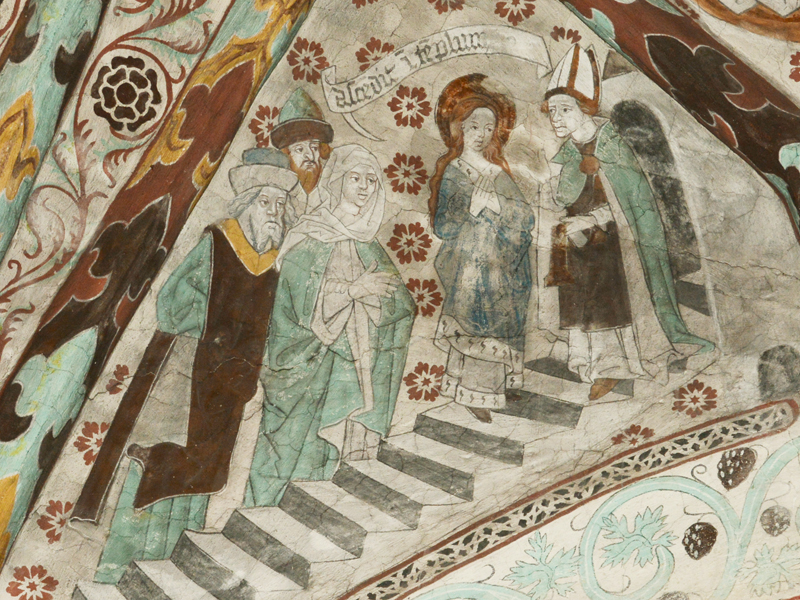
Jungfru Marias tempelgång
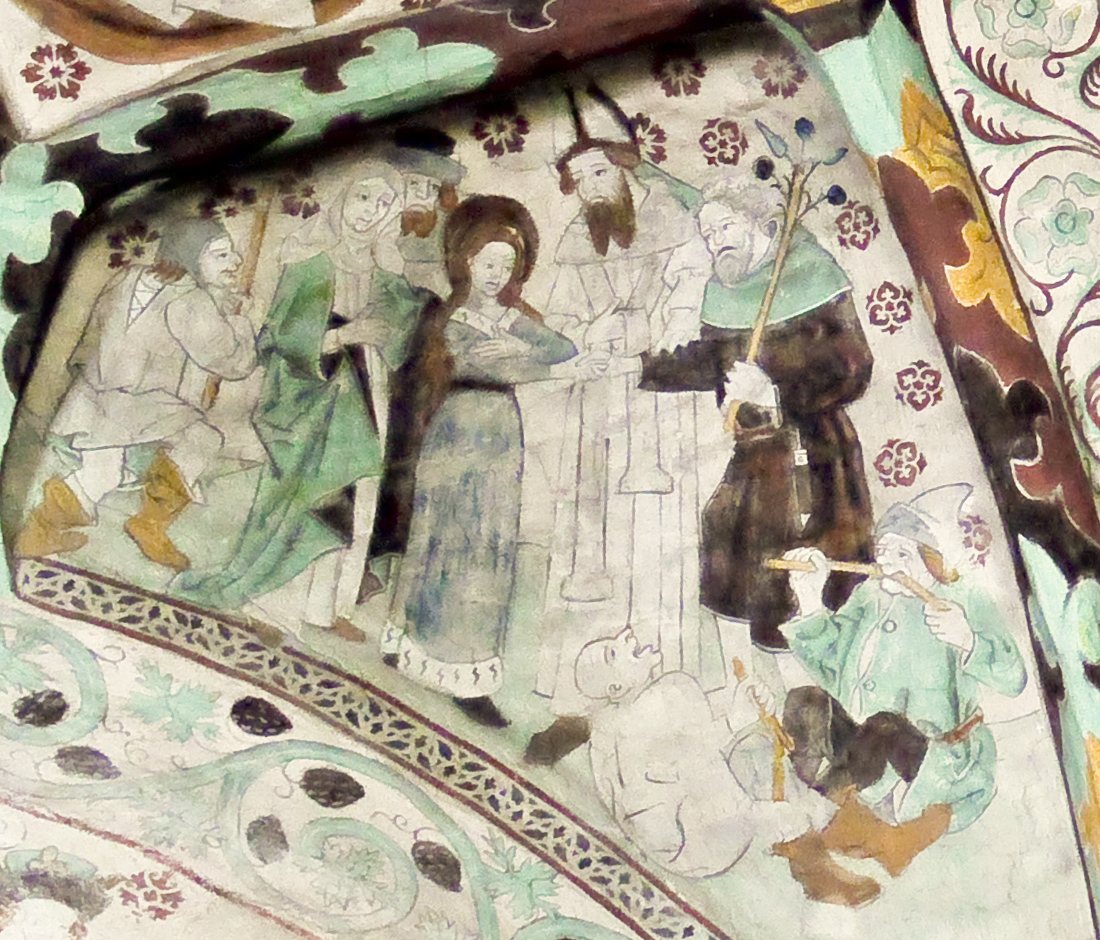
Josef och Marias trolovning